# 論理積の導入
論理積の導入 (ろんりせきのどうにゅう、英: Conjunction introduction)(連言導入則、{\displaystyle \land }-導入則とも）は、命題論理における妥当性のある推論規則のひとつである。この規則を用いることによって、論理式の証明の中に新たに論理積(「{\displaystyle \land }」)を加えることができる。もし「P」という命題が真であり、かつ「Q」という命題が真であれば、「PかつQ」という命題もまた真である、という推論規則である。例えば、「雨が降っている」という命題が真であり、「私は部屋の中にいる」という命題が真であれば、「雨が降っており、私は部屋の中にいる」という命題は真である。この規則は、下記のように記述することができる。
{\displaystyle {\frac {P,Q}{\therefore P\land Q}}}
ここで、命題「{\displaystyle P}」と命題「{\displaystyle Q}」がそれぞれ証明のなかのどの行に出てきても、その後の行に「{\displaystyle P\land Q}」を示すことができるものとされている。

## 形式的な記法
論理積の導入の推論規則は、シークエントの記法では、次のように表すことができる。
{\displaystyle P,Q\vdash P\land Q}
ここでは、「{\displaystyle \vdash }」は、「{\displaystyle P}」および「{\displaystyle Q}」がある論理の形式体系における命題であり、その体系における証明の途中に{\displaystyle P}、{\displaystyle Q}それぞれが現れるときに、その証明で「{\displaystyle P\land Q}」が論理的帰結として示されることを表す、メタ言語の記号である。